# FIFA 2001
FIFA 2001 — футбольный симулятор разработанный Electronic Arts и опубликованный EA Sports в 2000 году.
Игра является восьмой в серии FIFA и пятой в 3D.
Лица обложки: Пол Скоулз в майке сборной Англии (британская обложка). Филиппо Индзаги в майке сборной Италии (итальянская обложка). Эдгар Давидс в майке сборной Голландии (голландская обложка). Бен Олсен в майке ФК «Юнайтед» (американская обложка). Эрик Дефляндр сборная Бельгии (бельгийская обложка). Лотар Маттеус сборная Германии (немецкая обложка), Теодорос Загоракис (греческая обложка), Павел Кука (чешская обложка), Рикарду Са Пинту (португальская обложка), Ко Йонг-Су (корейская обложка), Гаиска Мендьета сборная Испании (испанская обложка), Златко Захович сборная Словении (европейская обложка).
Заглавную песню «Bodyrock» исполняет Moby.

## Обзор
В этой игре жизнь кипит не только на поле, но и вокруг него. Зрители, тренеры и запасные бурно реагируют на происходящее, по небу движутся облака, освещённость меняется в зависимости от времени суток… Футболисты выглядят как живые. Каждый из них похож на свой реальный прототип не только внешне, но и по пластике движений и даже по стилю игры. Благодаря новой системе скелетной анимации спортсмены могут выражать эмоции посредством жестов и мимики.

## Особенности
- Улучшилась графика.
- Немного изменился геймплей и интерфейс.
- Увеличилось число лиг и команд, но теперь нельзя поиграть за классические команды.

## Саундтрек
- Moby — Bodyrock (B&H Bodyrob Mix)
- Moby — Bodyrock (Album version)
- Utah Saints[англ.] — Power to the Beats
- Utah Saints[англ.] — Funky Music (Levents Funk-o-rama Short Edit)
- Grand Theft Audio — We Luv You
- Curve — Chinese Burn
- The Source — Fly Away

## Оценки
| Сводный рейтинг | Сводный рейтинг                         |
| Агрегатор       | Оценка                                  |
| --------------- | --------------------------------------- |
| GameRankings    | 85,50 % (PS) 84,60 % (PC) 82,57 % (PS2) |